# Seznam dirkačev Formule 1 (J)
| Dirkač                | Sezone                     | Naslovi | Nastopi | Dirke | Pole | Zmage | Stopničke | N. krogi | Točke |
| --------------------- | -------------------------- | ------- | ------- | ----- | ---- | ----- | --------- | -------- | ----- |
| Jean-Pierre Jabouille | 1974-1975, 1977-1981       | 0       | 55      | 49    | 6    | 2     | 2         | 0        | 21    |
| Jimmy Jackson         | 1950, 1954                 | 0       | 3       | 2     | 0    | 0     | 0         | 0        | 0     |
| Sakon Jamamoto        | 2006-2007, 2010            | 0       | 21      | 21    | 0    | 0     | 0         | 0        | 0     |
| Joe James             | 1951-1952                  | 0       | 3       | 2     | 0    | 0     | 0         | 0        | 0     |
| John James            | 1951                       | 0       | 1       | 1     | 0    | 0     | 0         | 0        | 0     |
| Jean-Pierre Jarier    | 1971, 1973-1983            | 0       | 143     | 134   | 3    | 0     | 3         | 3        | 31,5  |
| Max Jean              | 1971                       | 0       | 1       | 1     | 0    | 0     | 0         | 0        | 0     |
| Stefan Johansson      | 1980, 1983-1991            | 0       | 103     | 79    | 0    | 0     | 12        | 0        | 88    |
| Eddie Johnson         | 1952-1960                  | 0       | 9       | 9     | 0    | 0     | 0         | 0        | 1     |
| Leslie Johnson        | 1950                       | 0       | 1       | 1     | 0    | 0     | 0         | 0        | 0     |
| Bruce Johnstone       | 1962                       | 0       | 1       | 1     | 0    | 0     | 0         | 0        | 0     |
| Alan Jones            | 1975-1981, 1983, 1985-1986 | 1 1980  | 117     | 116   | 6    | 12    | 24        | 13       | 199   |
| Tom Jones             | 1967                       | 0       | 1       | 0     | 0    | 0     | 0         | 0        | 0     |
| Juan Jover            | 1951                       | 0       | 1       | 0     | 0    | 0     | 0         | 0        | 0     |